# Lorna Maitland
Lorna Maitland, nascuda com Barbara Ann Popejoy (19 de novembre de 1943) és una actriu de cinema estatunidenc. Va aparèixer en tres pel·lícules de Russ Meyer: Lorna, Mudhoney i Mondo Topless.

## Biografia
Lorna Maitland va néixer a Glendale, Comtat de Los Angeles, el 19 de novembre de 1943. El seu germà, James Louis Popejoy, va néixer el 2 de juliol de 1942 en el Comtat de Los Angeles, Califòrnia.

## Filmografia
- Lorna de Russ Meyer (1964)
- Mudhoney de Russ Meyer (1965)
- Mondo Topless de Russ Meyer (1966)
- Hot Thrills and Warm Chills de Dale Berry (1967)
- Hip Hot and 21 de Dale Berry (1967)